# 213775 Zdenekdostal
213775 Zdenekdostal este o planetă minoră (asteroid), cu un diametru de 4,331 km, din centura de asteroizi. A fost descoperită pe 28 februarie 2003 la Observatorul Kleť de Observatorul Kleť și a fost numită după Zdeněk Dostál⁠(d). 
Obiectul prezintă o orbită caracterizată de o semiaxă mare de 3,1437540197008 UAi, o excentricitate de 0,073721190950323, o înclinație de 12,906917096313 ° în raport cu ecliptica.